# 帕斯科·科拉斯
帕斯科·科拉斯（法語：Pascal Collasse，1649年1月22日—1709年7月17日），巴洛克时代的法国作曲家。

## 生平
科拉斯生于里姆斯（Rheims），在吕利（Jean-Baptiste Lully）成为法国歌剧界的主宰者后，科拉斯成为了吕利的追随者。1687年吕利逝世后，科拉斯续写了吕利未完成的抒情悲剧Achille et Polyxène（补写了四幕）。其后，科拉斯写了数量众多的歌剧、芭蕾音乐以及宗教音乐，包括拉辛（Jean Racine）的颂歌。科拉斯原本想在里尔（Lille）建立自己的歌剧院，但这座剧院在一次火灾后被完全焚毁，他的宏伟计划也宣告终结。科拉斯的音乐风格接近于吕利（Jean-Baptiste Lully）。

## 作品

### 作品全集列表

#### 嬉游曲（divertissement）
- Divertissement（嬉游曲，1688年）
- L'Amour et l'Hymen（爱与贞节，1701年，为康蒂王子的婚礼而做）

#### 抒情悲剧（tragédie en musique）
- Thétis et Pélée（忒提斯和珀琉斯，1689年1月11日）（1708年版本中的新咏叹调有斯图克（J.-B. Stuck）和安德烈·坎普拉（A. Campra）创作）
- Enée et Lavinie (埃涅阿斯和拉维尼娅，1690年11月7日）
- Astrée et Céladon (阿絲特蕾與賽拉東，1692年11月25日）
- Jason，ou La toison d’or (杰森与金羊毛，1696年1月6日）
- La naissance de Vénus（维纳斯的诞生，1696年5月1日，一部分的音乐取自吕利的作品）
- Canente, ou Picus et Canente（1700年11月4日）
- Télémaque, ou Les fragmens des modernes （忒勒马科斯或现代的碎片，残本)
- Polyxène et Pyrrhus（波莉茜娜和皮洛士，1706年）

#### 芭蕾舞剧（ballet）
- Sigalion，ou Le dieu du secret (神的秘密，和Louis-le-Grand合作，1689年）
- Ballet de Villeneuve St-Georges（维伦纽夫圣乔治芭蕾，1692年）

#### 芭蕾歌剧（opéra-ballet）
- Ballet des saisons（芭蕾-四季，包括Le printemps春，L'été夏，L'automne秋，L'hyver冬，1695年）

#### 田园剧（pastorale）
- Amarillis (阿马利，1689年）

#### 咏叹调（airs）
- 在巴黎出版的咏叹调集, The Hague and Amsterdam between 1692 and 1755, including 16922, 16925-7, 16933, 16942-3, 16954 and 16961

#### 宗教音乐（sacred）
- Cantiques spirituels tirez de l'Ecriture Sainte (Racine) (1695)
- Motets et Elévations pour la Chapelle du Roy, quartiers d'avril, may et juin 1686 (Paris, 1686); incl. texts only of motets by Collasse, Robert and Lully
- Motets de M. De La Lande, incl. Beatus vir, Lauda Jerusalem, Pange lingua by Collasse, F-Pn